# Jean-Claude Martzloff

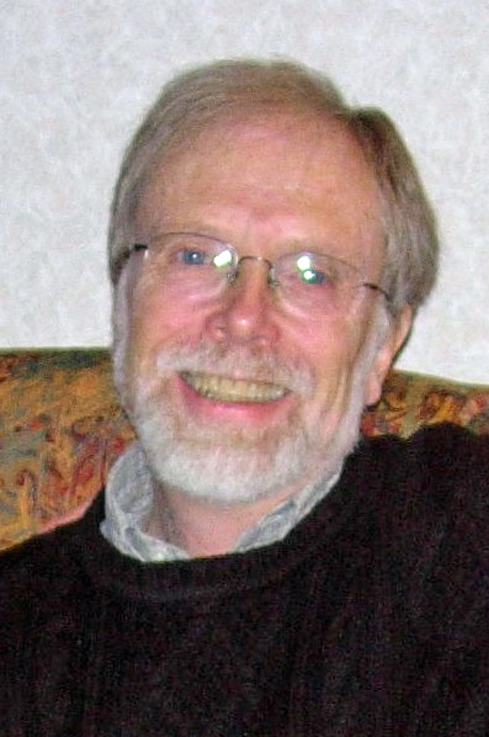
Jean-Claude Martzloff

Jean-Claude Martzloff (* 17. Dezember 1943 in Paris; † 10. Januar 2018 in Paris) war ein französischer Sinologe und  Mathematikhistoriker.
Martzloff war Forschungsdirektor am CNRS am Institut des Hautes Etudes Chinoises in Paris.
Martzloff gilt als eine der führenden westlichen Autoritäten für chinesische Mathematikgeschichte. Er schrieb 1987 ein Buch über die Geschichte der chinesischen Mathematik, das als Standardwerk gilt. Martzloff befasste sich auch mit der Geschichte der Astronomie in China.
Er starb im Januar 2018 im Alter von 74 Jahren in Paris.

## Schriften
- Recherches sur l’œuvre mathématique de Mei Wending. 1633–1721 (= Mémoires de l’Institut des hautes études chinoises. 16). Collège de France – Institut des hautes études chinoises, Paris 1981, ISBN 2-85757-022-8.
- Histoire des mathématiques chinoises. Masson, Paris u. a. 1987, ISBN 2-225-81265-9 (In englischer Sprache: A History of Chinese Mathematics. Springer, Berlin u. a. 1997, ISBN 3-540-54749-5).
- mit Évelyne Barbin, Jacques Borowczyk, Jean-Luc Chabert, Michel Guillemot, Anne Michel-Pajus, Ahmed Djebbar: A History of Algorithms. From the Pebble to the Microchip. Springer, Berlin u. a. 1999, ISBN 3-540-63369-3.
- Le calendrier chinois. Structure et calculs (104 v. Chr. – 1644) (= Sciences, techniques et civilisations du Moyen Âge à l’aube des lumières. 11). Champion, Paris 2009, ISBN 978-2-7453-1911-1.